# Château de Chacenay
Le château de Chacenay est un ancien château fort du XIIIe siècle, remanié à plusieurs reprises notamment aux XVe et XIXe siècles, qui se dressent sur la commune française de Chacenay dans le département de l'Aube, en région Grand Est. Il abrite une collection de manuscrits et autographes originaux.
Le château bénéficie de multiples protections au titre des monuments historiques.

## Localisation
Le château est situé au cœur de la forêt, sur les hauteurs du village de Chacenay dans le département français de l'Aube.

## Historique

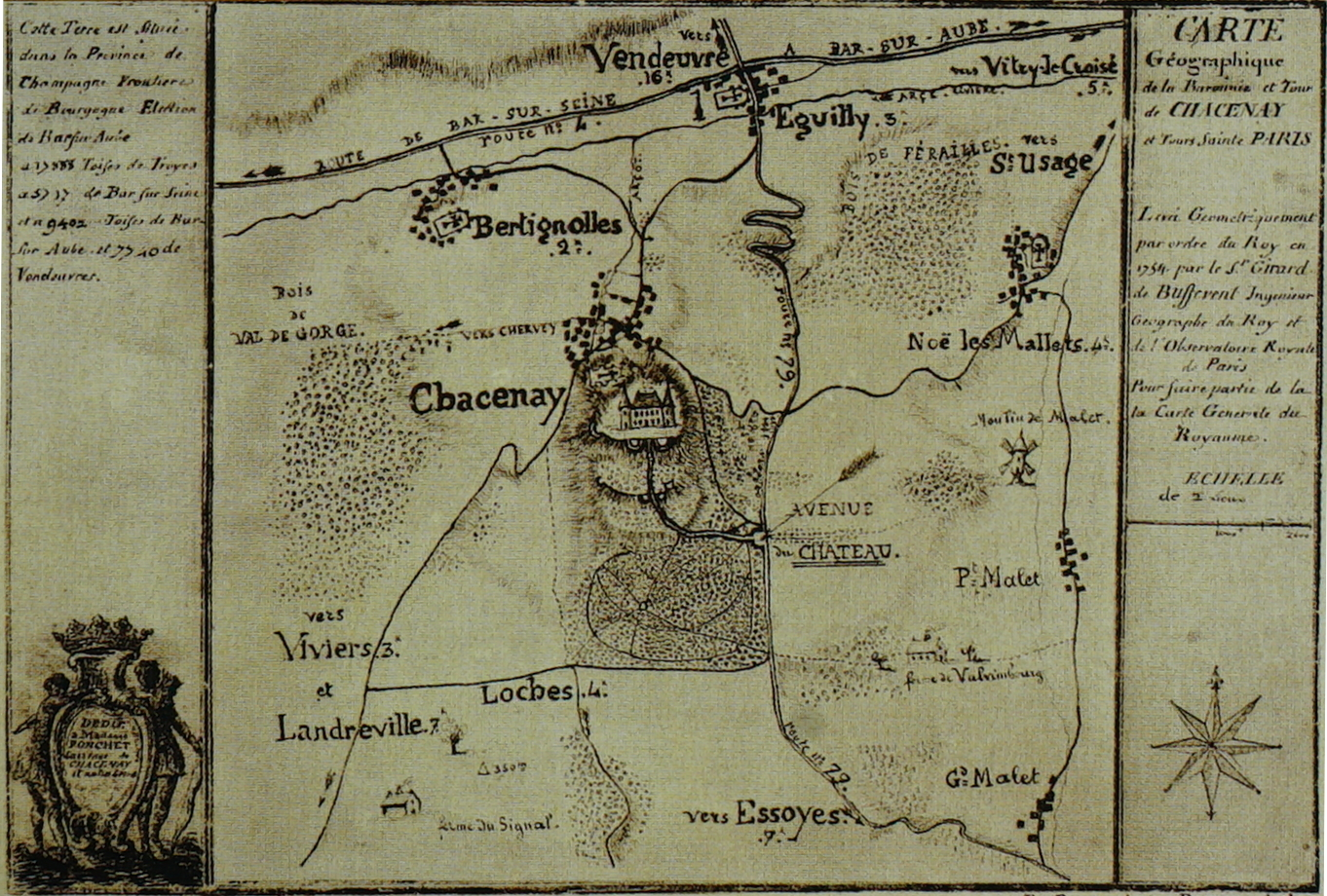
Le château proche du village.

Au Moyen Âge, le château de Chacenay, forteresse imprenable de par ses remparts, son donjon (aujourd'hui détruit), ses fossés, son pont-levis et ses tours Sainte-Parise, est le berceau de la puissante famille champenoise des seigneurs de Chacenay. Il sera maintes fois assiégé, jusqu'à sa destruction par Louis XI.
Le lieu est attesté dès 1075, et de par son histoire, il fut le fief de nombreuses grandes familles au fil du temps. Son histoire est assez difficile à synthétiser car les tours Sainte-Parise, le donjon et le logis ne relevaient pas tous de la même autorité. Le donjon était de Bourgogne et relevait du roi, la Grosse tour relevait de Troyes par les comtes mais le reste bien que relevant de Troyes venait de l'évêque. Le fief de Sainte-Parise fut démembré du fief principal de Chacenay en 1278 pour Erard D'arcis (Érard IV de Chacenay). Parmi ses possesseurs, on trouve le seigneur Érard, qui vers 1224 divorce de dame Emmeline de Broyes.
Le premier château de pierre est attesté en 1285 avec deux parties distinctes : les tours Sainte-Parise reliées au logis seigneurial par une galerie reliée au rempart.

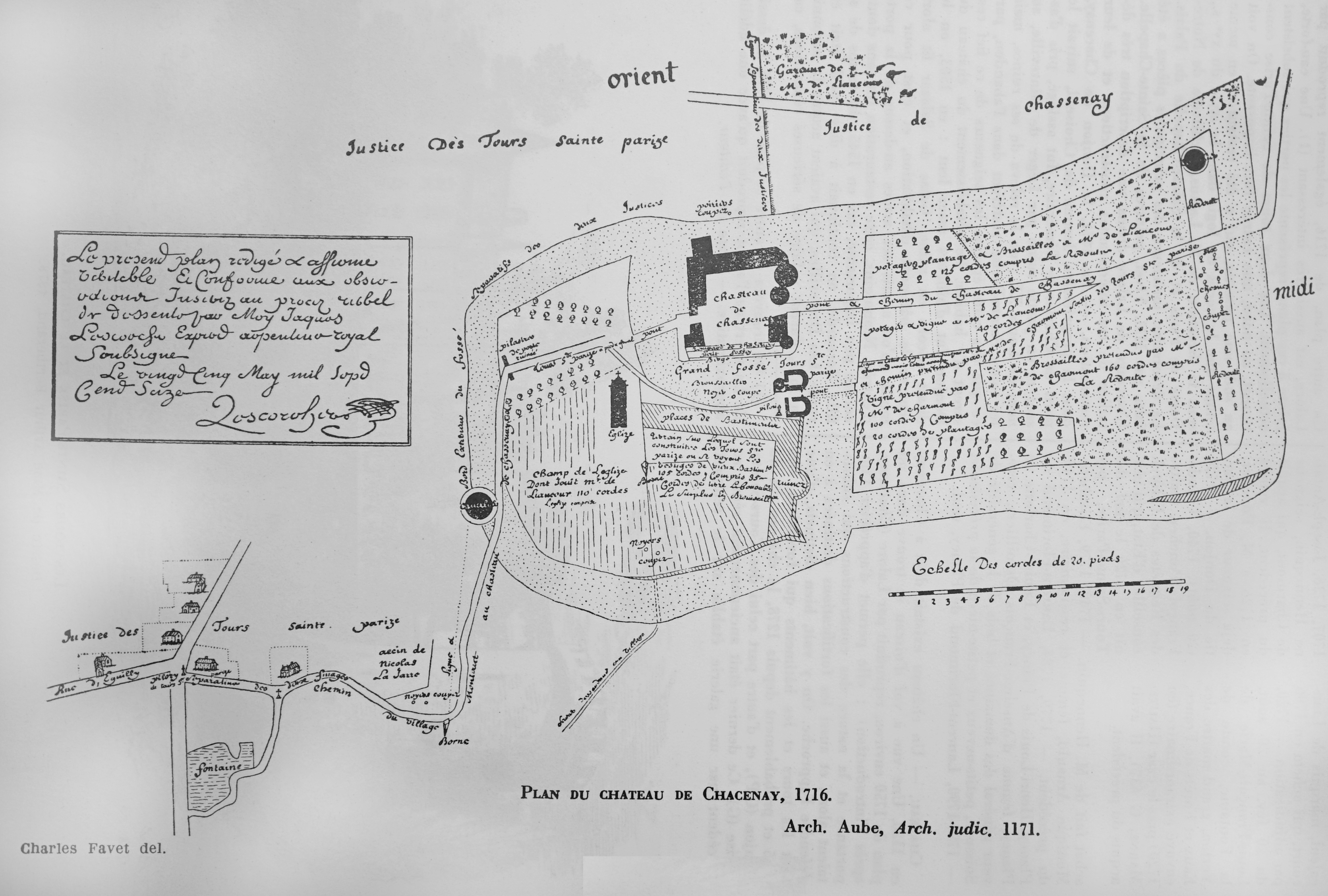
Sur un plan du XVIIIe siècle, A.D. Aube.

Jeanne de Choiseul, dame de Chacenay était attachée à la cour de Bourgogne. Son château fut assiégé en janvier 1474, pris d'assaut et en grande partie ruiné par Léger de Dinteville, qui commandait les troupes de Louis XI contre Charles le Téméraire. Le château fut alors rebâti sur son ancien plan (le donjon en moins).
Dans l'église paroissiale se trouvent les tombes de deux anciens propriétaires du château :
- Élisabeth-Monique Arnault, veuve de Claude-François Poncher, conseiller d'État, baronne de Chacenay, Tour-Saint-Parise, Chervey, qui trépassa le 10 décembre 1779, à 79 ans ;
- Jean-Michel Delpech de Méréville, conseiller honoraire au parlement, mort au château de Chacenay le 23 juillet 1772 à 63 ans.

Le château fut par la suite incendié lors de la Révolution française et le marquis de Plancy avait reçu l'ordre de le raser mais il le fit avec tant de lenteur que les nouveaux propriétaires, Arthur et Edmond Bertherand, commandèrent sa restauration  par Lassus , qui fut l'un des architectes de Notre-Dame à Paris, et Viollet-le-Duc entre autres à partir de 1852. Les décorations intérieures étant confiées à M. Vivet. En 1862 Arthur, seul propriétaire décidait de le meubler dans le style de la reconstruction.
En 1988, les lieux sont achetés par Panos et Lina Pervanas, qui se chargent de restituer le charme des bâtiments.
Au XIXe siècle il est possible de le visiter à la belle saison sur rendez-vous.

## Description
Le château, ceint de forêt, comprend un triple fossé et sa courtine était haute de 25 mètres.
À l'intérieur on peut notamment voir l'escalier à vis néogothique de Viollet-le-Duc.

Cartes postales anciennes du château
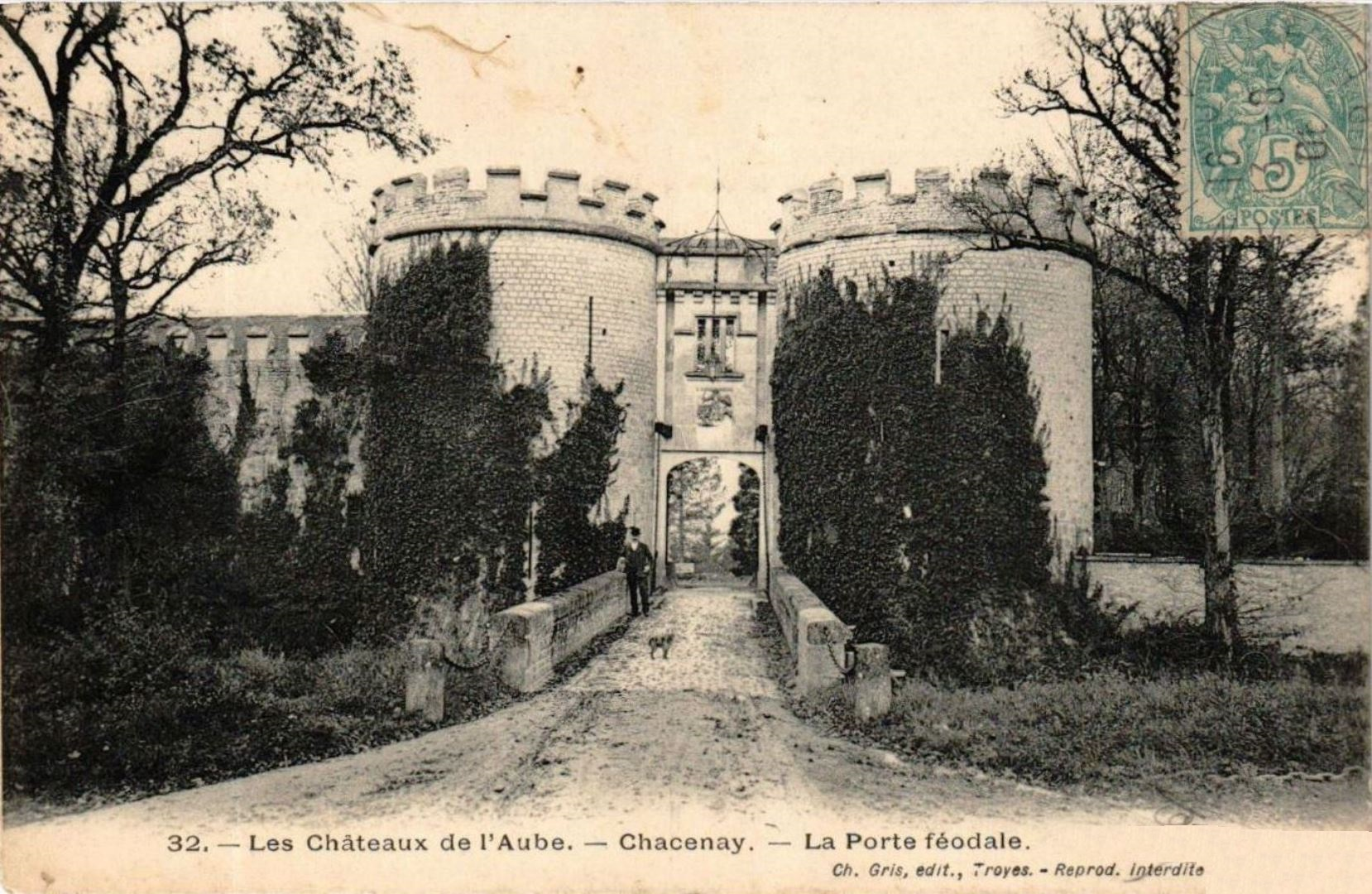
Entrée du château en 1903.
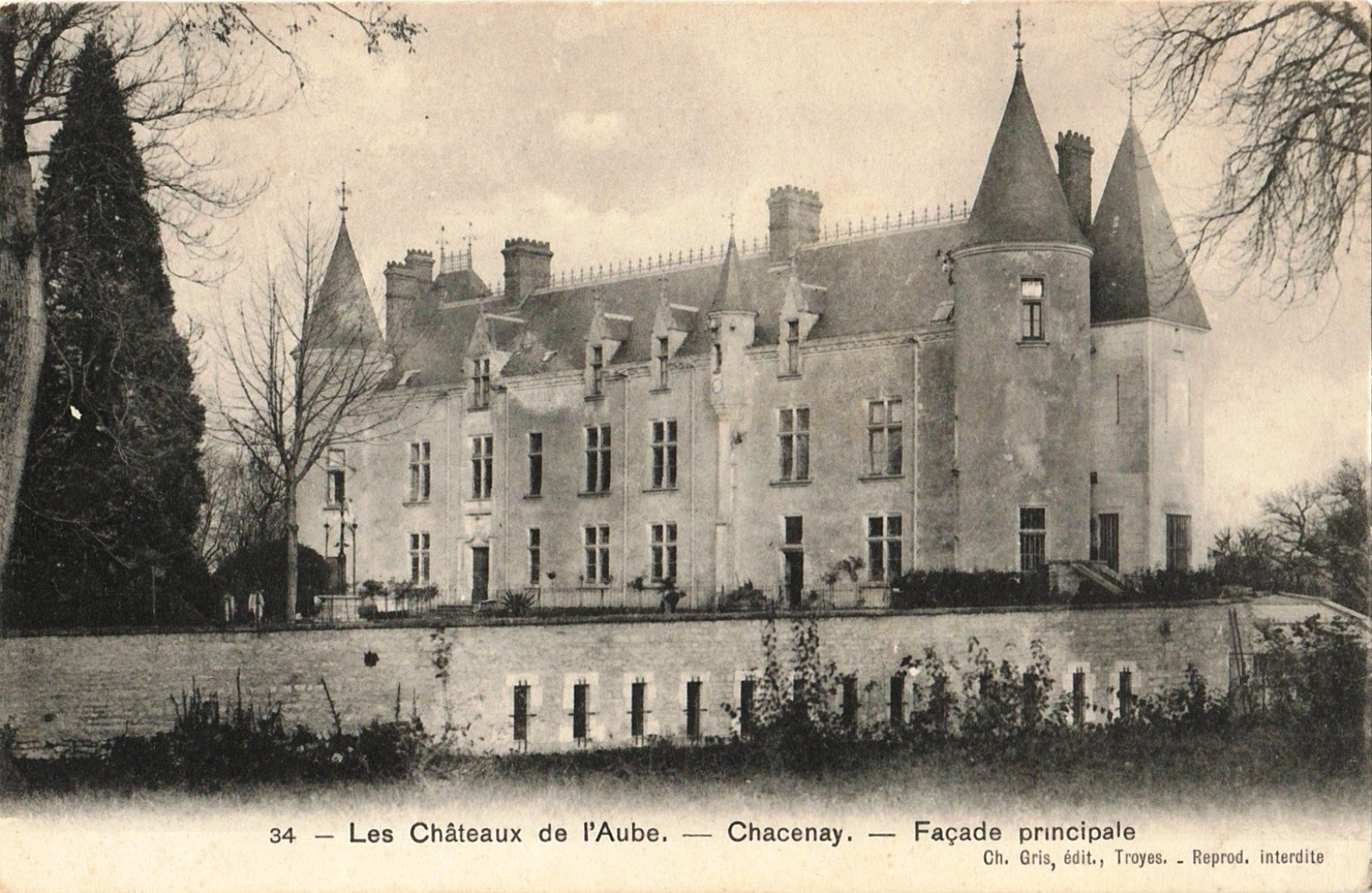
Le château en 1906.
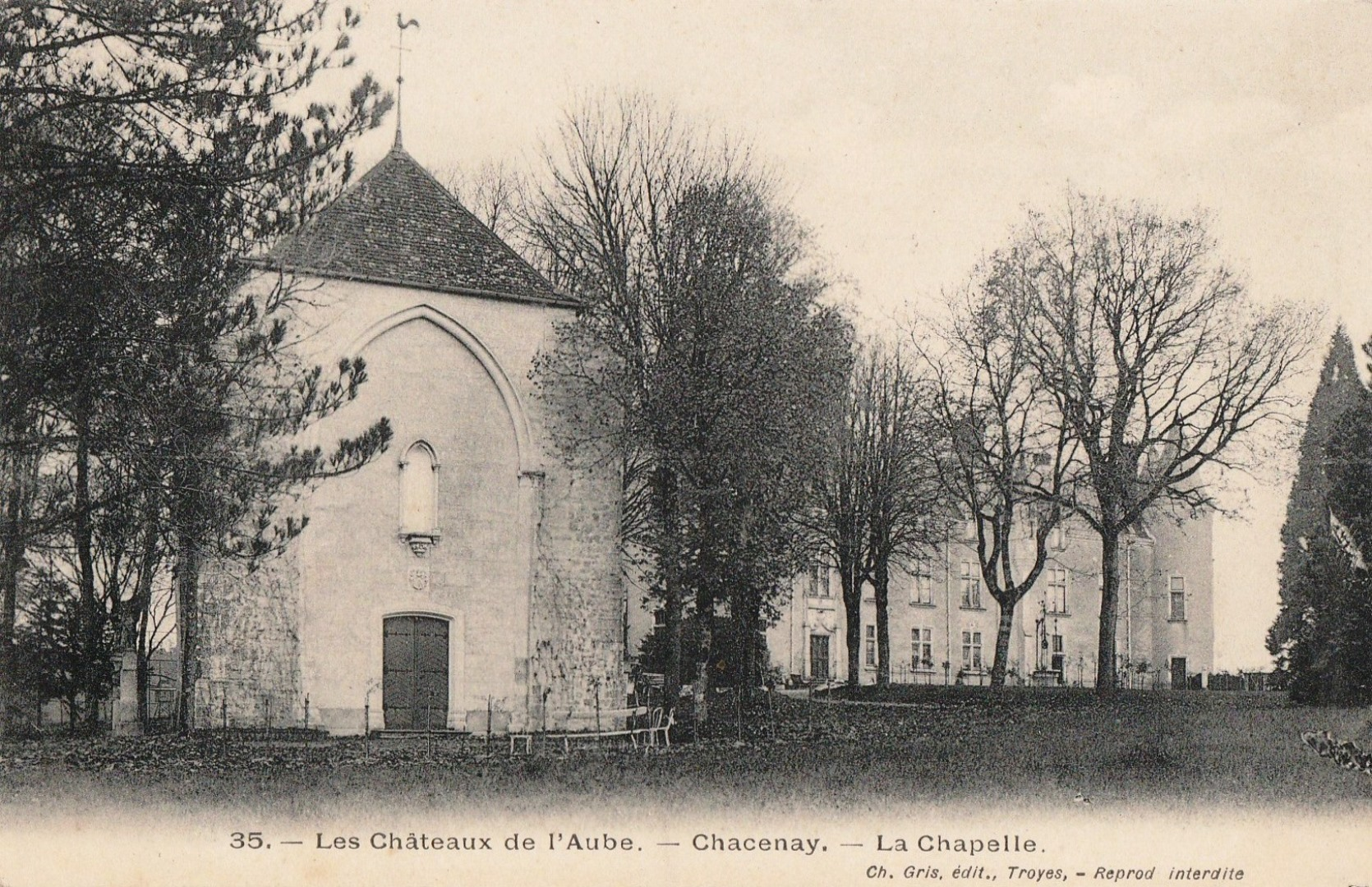
La chapelle en 1910.

## Protection
Est inscrite par arrêté du 20 septembre 1926 :
- la porte fortifiée.

Sont inscrites par arrêté du 7 décembre 1989 :
- les courtines subsistantes, sols circonscrits par les fossés délimitant l'emplacement de l'ancien château.

Sont classés par arrêté du 6 décembre 1990 :
- le château, la chapelle, le puits, le pont d'accès et ses deux tours, ainsi que les fossés.